# 社会的排除
社会的排除（しゃかいてきはいじょ、英: social exclusion）とは、何らかの原因で個人または集団が社会から排除あるいは無視されている状態である。社会的包摂（しゃかいてきほうせつ）の反対の状態である。
欧州においては、福祉国家（特に社会保険）、社会（中間集団、家族や地域社会など）、経済（特に雇用）からの疎外を社会的排除ととらえることが多い。
国際連合総会・国際連合経済社会理事会・国際連合人権理事会、世界保健機関、国際労働機関、国際連合教育科学文化機関、日本政府の首相官邸、内閣府、厚生労働省においても、解決すべき重大な問題と認識されている。

## 定義
社会的排除は、過程と結果としての状態との双方を指すダイナミックな概念である。〔中略〕
社会的排除はまた、もっぱら所得を指すものとしてあまりにしばしば理解されている貧困の概念よりも明確に、社会的な統合とアイデンティティの構成要素となる実践と権利から個人や集団が排除されていくメカニズム、あるいは社会的な交流への参加から個人や集団が排除されていくメカニズムの有する多次元的な性格を浮き彫りにする。それは、労働生活への参加という次元をすら超える場合がある。すなわちそれは、居住、教育、保健、ひいては社会的サービスへのアクセスといった領域においても感じられ、現れるのである—欧州委員会（1992）「連帯の欧州をめざして：社会的排除に対する闘いを強め、統合を促す」
社会的排除とは、物質的・金銭的欠如のみならず、居住、教育、保健、社会
サービス、就労などの多次元の領域において個人が排除され、社会的交流や社会参加さえも阻まれ、徐々に社会の周縁に追いやられていくことを指す。
社会的排除の状況に陥ることは、将来の展望や選択肢を剥奪されることであり、最悪の場合は生きることそのものから排除される可能性もあるとされる。
従来から論じられてきた「貧困」の議論の中においても、社会的交流や社会参加の欠如、住居・教育などへのアクセスの困難などが、「貧困」から発生する問題として指摘されている。社会的排除の概念が有する、貧困の概念と異なる特徴は、排除のメカニズムやプロセスに着目する点である。貧困が個人の経済的困窮という「状態」を指すのに対し、社会的排除は、社会の制度や仕組みがどのようにして個人を排除するのかという過程に焦点を当てる。
社会的排除という言葉は、1974年にシラク内閣の社会相を務めたルネ・ルノワールが、著書『排除されたもの、十人のフランス人のうちの一人（Les Exclus : un Français sur dix）』のなかで用いてから広がったとされる。ルノワールは同著で、精神や身体に障害のある人々、長期失業者、ひとり親家庭などの社会的に排除された人々の存在を強調するとともに、こうした人々に既存の福祉国家が対応していないと述べた。
1989年にストラスブールの欧州理事会で発表された欧州社会憲章には、「連帯の精神から、社会的排除と闘うことが重要である」との記述が盛り込まれた。
社会的排除理論の研究者である志賀信夫は、「貧困」という語の歴史貫通的な性質について「容認できない生活状態」を指示するものであるとしたうえで、社会的排除理論を、従来の貧困概念（かつての絶対的貧困概念や、それに代わって登場した相対的貧困概念）にとって代わるオルタナティブと位置付けている。社会的排除理論においては「容認できない生活状態」は低所得や剥奪の状態に限定されておらず、市民としての権利の実質性、つまり市民社会の個人としての「自己決定」の可能性にまでその射程が及んでいる。
国際連合が創設されて以後、人権の保護・実現を目的として国際連合総会で採択され、加盟国数が条約発効基準を満たして発効した、経済的、社会的及び文化的権利に関する国際規約（1966年採択／1976年発効）、市民的及び政治的権利に関する国際規約（1966年採択／1976年発効）、女子に対するあらゆる形態の差別の撤廃に関する条約（1979年採択／1981年発効）、児童の権利に関する条約（1989年採択／1990年発効）、あらゆる形態の人種差別の撤廃に関する国際条約（1965年採択／1969年発効）、拷問及び他の残虐な、非人道的な又は品位を傷つける取り扱い又は、刑罰に関する条約（1984年採択／1987年発効）、障害者の権利に関する条約（2006年採択／2008年発効）、強制失踪からのすべての者の保護に関する国際条約（2006年採択／2010年発効）、難民の地位に関する条約（1951年採択／1954年発効）／難民の地位に関する追加議定書（1967年採択／1967年発効）、国際労働機関の諸条約などが規定している人権が、意図的、不作為、認識不足、努力不足、能力不足などの原因により、侵害され、実現されず、社会から孤立している状態を表現する包括的な概念である。

## 歴史
社会的排除という語は欧州における貧困問題に対する分析において発生した。貧困の直接的原因は所得の不足であるが、それは失業と同意である。失業の原因には人種差別・言語能力の不足・技能の未習熟・傷病・不健康などがあるが、彼らはその問題を解消する能力がない。本来社会の構成員が等しく享受できる公共のサービスを社会の差別的待遇、無知、言語能力不足、貧困、家族の問題（援助を必要とする親族や若い母親）、住宅事情などの理由で受けられないことが原因である。こうした人々は「社会的排除」に陥っている。
このように元々社会的排除とは失業者が定職を得るための障害を指し、社会的排除対策とは職業訓練を軸とする就労対策を意味していた。しかし、その後貧困層の生活苦を顕現する要素として、経済的困窮に起因する平均的な社会の構成員との能力格差が注目され、その能力の欠如を社会的排除と見なすようになった。さらに、その格差の原因に人種・言語・宗教といった要素が関係するため近年では、文化的な対立をも含めて社会的排除と称することがある。

## 原因
社会的排除は概念自体が抽象的であるために、被社会的排除者の明確な定義は存在しない。社会参加の形態ごとに、どういった能力の欠如が社会参加の障害になるか例示する。例示は排他的分類ではなく、多くの場合原因は複合している。

### 社会的排除の例
- 安全からの排除
  - 戦争、内戦・内乱、テロ、犯罪、警察・軍隊・裁判所の機能不全による、生命・安全・自由からの排除。
- 就業からの排除
  - 経済的な低開発・低所得、中開発・中所得、高開発・高所得による排除、職業訓練からの排除、労働力の社会的移動・再配置からの排除、障害者の職場への統合の欠如による身体障害者の就業からの排除。
- 健康・福祉・社会保障からの排除
  - 社会保障・福祉・保険・医療・介護・保育・失業給付・生活保護・住居・生活必需品・インフラストラクチャー・環境保護からの排除。
- 教育からの排除
  - 幼児教育、初等教育、前期中等教育、後期中等教育、高等教育、職業教育、専門教育、研究者教育からの排除。
- 移動からの排除
  - 鉄道・バス・タクシー・船舶・航空などの公共交通、自家用車、身体障害者のためのアクセシビリティーやバリアフリーからの排除。
- 法の下の平等からの排除
  - 人種、民族、性別、宗教・信仰・思想・信条、職業、家族、出身地などの生物的・社会的・個人的属性を理由とする排除。

## 形態
本項は特定の集団を社会的排除の枠組で表す際の便宜的呼称である。

### 社会的被排除集団
共通する価値観で結びついた集団がその価値観のために社会的排除を被る、あるいは構成員の多くが社会的被排除者となった結果、集団として社会からの距離を置いたもの。主に移民など人種・宗教によって結びついた共同体が該当し、移民同化政策をとっているフランスなどで問題視されている。近年問題となっているのは集団内部で強固な連帯をする一方で社会との隔離・対立が進行するケースであり、暴動の誘発など治安対策上の不安要因として懸念されている。

### 社会的被排除階級
継続的な社会的被排除者であり、その後も離脱の見込みがない者の集合のこと。主に所得による階層区分であり、社会不参加の形態・原因を問わない。特に貧困層の子弟が経済的理由で社会的被排除者に定着している状態を指し、イギリスにおいて問題視されている。階級社会とされるイギリスにおいても社会的被排除者の階級化を問題視しているのは、社会的被排除者は上流・中流・労働者階級といった既存の階級の枠外の存在であり、階級内（特に中流・労働者階級内）での分断を引き起こす恐れを妊んでいるためである。

### 精神的社会的被排除者
自身が「社会から孤立していると認識している者」。明確な分類は存在しないが、就業など一定の社会参加をしながらも社会からの疎外感を持ちうつ症状に至る"軽度"の者から、社会性を缺き、社会との関わりを拒む"重度"の者まで様態は様々である。社会的排除の定義拡大に伴って現われた概念で、政策的には傷病（精神疾患）の一形態として扱われている。

## 問題
社会的排除が問題にされる理由は端的にいって、社会にとって有形無形のコスト増大要因になる可能性が高いことにある。社会的排除の対象者は経済的に困窮しているケースが多く、公的扶助の対象となり社会保障費の増大や不法行為を行うことにより治安低下を招くことが懸念されている。
また、特に懸念される事態として社会的排除の対象となっている者の子供が生まれながらにして社会的排除の対象となり、階級の固定化がなされることがある。出自による階級ができることは民主主義社会の根幹を揺るがす事態であり、各国政府とも対策を講じている。

## 対策
社会的排除は概念自体が抽象的であるために、被社会的排除者の明確な定義は存在しない。また、一人ひとり社会に対する不参加の度合い、そこに至る経過、経済状況などが異なるため被社会的排除者を包括的に取り扱う対策は取り難い。そのため、欧米では社会不参加の原因についての対策を講じることにより社会的排除対策としている。

### 社会的排除対策の例
- 戦争・内戦・内乱・テロの抑止。
- 犯罪予防対策、犯罪者の社会への再統合・更生、薬物・アルコール中毒対策。
- 学校教育に対する公費負担率の増大、教育レベルの向上。
- 雇用対策、労働衛生環境整備、職業訓練。
- 医療対策、精神保健、早期妊娠対策、医療機関への交通アクセス改善。
- 貧富の格差の縮小、所得再分配の拡大、生活困窮者に対する支援。
- 住環境対策、ホームレス対策、地域共同体の復権。
- 輸送対策、交通弱者への配慮、公共交通の整備。
- 社会的弱者や障害者に対するアウェアネスの向上。

## 日本における社会的排除
日本における社会的排除の欧州との差異としては、欧州ないし障害のある人の権利に関する条約での社会的排除対策が「社会参加の障害となる要素を除去」しようとするのに対し、日本では「社会参加できるように個人を援助をする」ことに主眼がある点である。
これらの主張については、社会福祉・行政サービスの枠に入れなかった者を救済するという意義の評価と、特定の人物に過大な援助を要求するものであり、福祉の公平性に問題があるとする批判が存在する。

### 青年に対する社会的排除
就職難などの影響により、不安定な生活から抜け出せない若者が増加し続けており、2016年現在においても深刻な問題となっている。
この問題が解決しない背景には、青年に対する社会的排除があると言われることがある。非正規雇用や無業（ニート）の者を正規採用することに消極的な企業は多く、就職氷河期の影響で正規雇用されず非正規雇用あるいは無業となることを余儀なくされたにもかかわらず、当該青年に機会が与えられず放置された結果、就職氷河期世代の高齢化が進み、より一層フリーターやニートから脱出するのは困難たらしめている。